# مارتین کخ
مارتین کخ (انگلیسی: Martin Koch; ۴ سپتامبر ۱۸۸۷ – ۱ اوت ۱۹۶۱) دوچرخه‌سوار اهل آلمان بود. وی در بازی‌های المپیک تابستانی ۱۹۱۲ شرکت کرده است.